# Чорнобривець Степан Аністратович
Степа́н А́ністратович Чорнобри́вець (12 грудня 1908 , Булахи, Козельщинський район  — 2001 , Нікополь, Дніпропетровська область ) — український письменник.

## Життєпис
Степан Чорнобривець народився 12 грудня 1908 року в селі Булахи (нині — Кременчуцький район, Полтавська область) в селянській родині. Сім'я рано втратила годувальника, і мати Ганна Чорнобривець сама виховувала п’ятьох синів. З них Степан був найстаршим та завжди турбувався про менших. Ще юнаком подався на будівництво Дніпродзержинського коксохімічного заводу, де згодом влаштувався слюсарем-монтажником. Одночасно навчався та закінчив металургійний робітфак та Дніпродзержинський вечірній учительський інститут.
З 1930 року С. Чорнобривець працює в редакції заводської газети «Прапор Дзержинки», в міській газеті «Дзержинець». Стає одним з найактивніших літгуртківців. Починає писати сам. У 1932 році у харківському видавництві «Література й мистецтво» побачила світ його перша збірка «Героїка буднів». Він навчається та закінчує Вищі літературні курси при Літературному інституті ім. М. Горького у Москві. Подальших творчих задумів було багато, але на заваді стала війна.
Під час німецько-радянської війни зв'язківцеві С. Чорнобривцю довелось обслуговувати штаб першої Гвардійської армії, Військово-польове управління командуючого армією генерала А. А. Гречка, зустрічатися з військовим керівництвом, військовими журналістами, а найчастіше — з солдатами. Не лише він сам, але і його емоційне слово, що так часто з’являлося у фронтових газетах «Советский воин», «Гвардеец», було в строю. Він брав участь у боях під Сталінградом, у визволенні Ворошиловграда, Дніпропетровська, Івано-Франківська, Ужгорода, міст Польщі, Чехословаччини.
По війні Степан Аністратович працював журналістом у Бориславі, Дрогобичі. З 1949 року майже півстоліття мешкав у Нікополі, де співпрацює з «Нікопольської правдою», обласними газетами «Зоря» і «Днепровская правда». Певний час керував Дніпропетровською обласною філією СПУ, створив у Нікополі літературний гурток, з якого вийшли відомі майстри слова, зокрема І. Ляпін, В. Тарасов, В. Герасимов, А. Яценко, В. Грипас, В. Козлов, Б. Шурделін та інші.
Помер Чорнобривець Степан Аністратович у 2001 році.

## Твори
Багато його кращих друзів не дійшли до Німеччини. У 1969 році Степан Аністратович написав роман «Ой, Дніпре, мій Дніпре» — про однополчан, котрі визволяли Дніпропетровськ та Дніпродзержинськ. Воєнним лихоліттям позначені наступні відомі твори письменника, що видавалися у Києві, Москві, Будапешті:
- збірка оповідань і нарисів «Героїка буднів» (1932);
- трилогія «Визволення», «Визволена земля», «Потік життя» (1949—1956);
- повість «Красиві люди» (1961);
- нарис «Член ЦК» (1963);
- повість «Людина змінює характер» (1965);
- роман «Ой Дніпре, Дніпре» (1969);
- «На постої в Мораванах»;
- збірка оповідань «Пісні гір»;
- «Кам'янська легенда» та багато інших.

## Нагороди
Степан Аністратович нагороджений орденами Вітчизняної війни І ступеня, Червоної Зірки та багатьма медалями.